# 飛虎隊

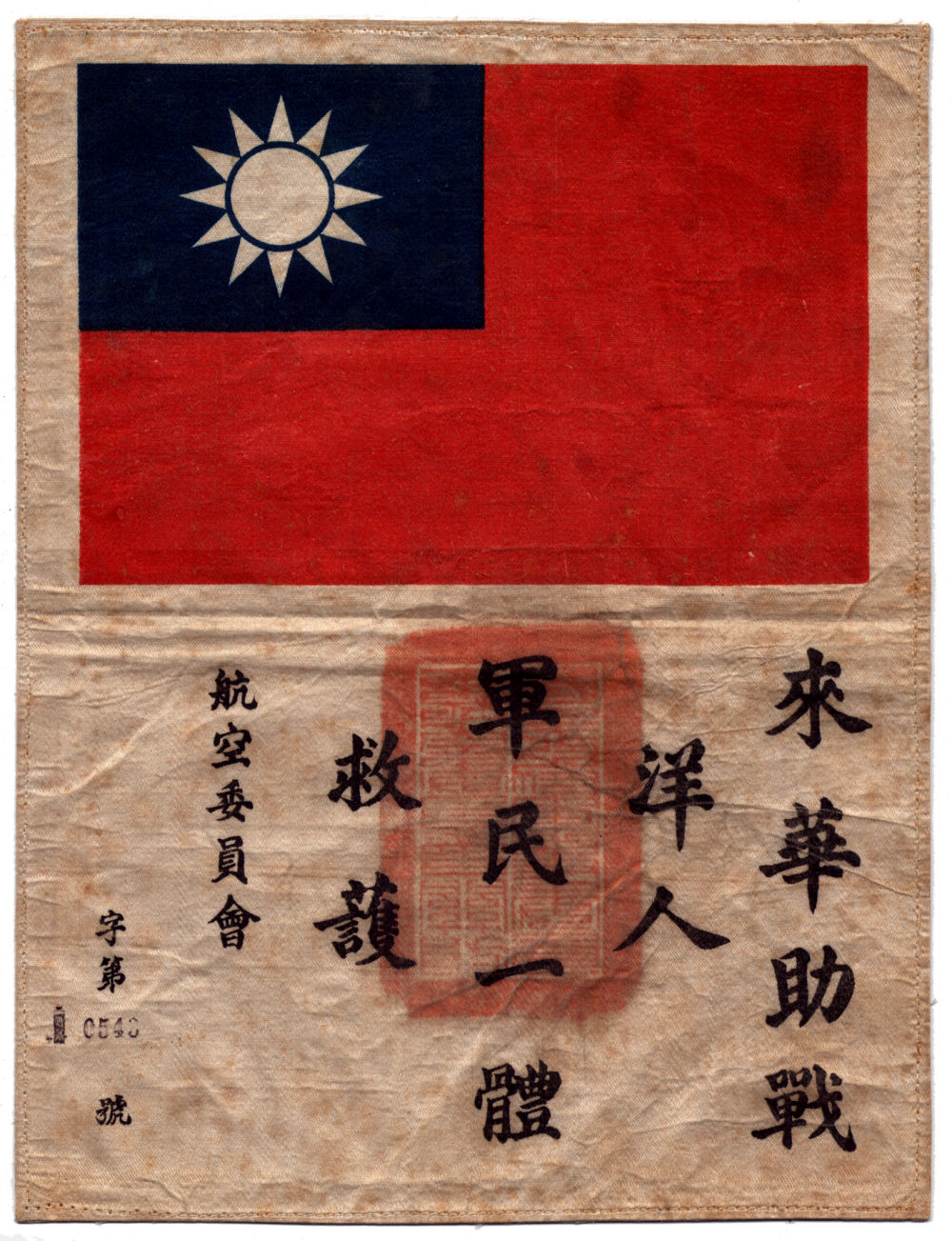
國民政府航空委員會縫在飛虎隊飛行員制服上的血幅，指示軍民救護被擊落的飛虎隊員。(R.E. Baldwin Collection)

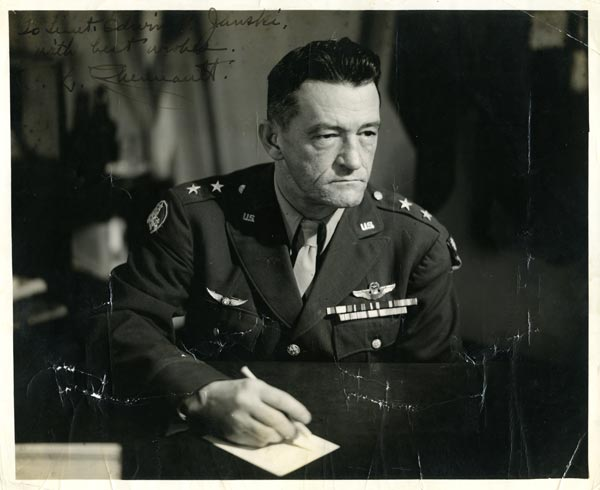
飛虎隊創立人陳納德

中華民國空軍美籍志願大隊（縮寫AVG），绰号“飛虎隊”，是第二次世界大戰期間在中華民國成立，自美國派遣志願軍支持抗日援華，提供戰機與飛行人員組成的空軍部隊，在中國、緬甸等地對抗日本。

## 創建
1937年初，应國民政府邀请，美國陸軍航空隊退役上尉飛官陳納德（Claire Lee Chennault）獲聘為中華民國空軍顧問。陳納德以其人脈和技術獲得蔣中正及夫人宋美齡的信任，並以空軍上校的職級禮聘、月薪1,000美元，協助發展中華民國空軍及訓練飛行員。他在1937年中抗戰爆發之際尚未發揮所學；但南京國民政府內遷重慶之後，他利用中國的戰略縱深建構出一套原始的預警網防衛重慶抵禦日軍空中威脅，同時他估計手上至少需有由100架驅逐機以及優秀的駕駛員组成的空军精锐才可抵抗日軍的空中威脅，尽管这个规模的空军精锐从未完成，日军对重庆的轰炸持续到1944年。
在飛虎隊成立以前，中國戰場的戰鬥序列中還有一支由蘇聯軍隊組成的苏联航空志愿队。但是在1941年4月，苏联承認滿洲國與日本的利益，和日本签订了《苏日中立条约》；同年6月22日，蘇德戰爭爆發，蘇聯已無餘力繼續支援中國戰場，蘇聯志願隊在同年撤離。
由於中國飛行員數量有限，受蔣中正所託，陳納德到美國去宣傳中國抗戰，並且請他組成由美國飛行員構成的空中武力。在飛虎隊之前，西班牙內戰期間也曾有少量美國人志願者組成了洋基中隊替西班牙共和國軍戰鬥，因此志願武力的構想有其前例可循，關鍵取決在美國決策者的意願。陳納德到美國後，成功和美國總統羅斯福會面，獲得他的支持及默許，同意美國現役、退役及后備役軍人改變身分後即可到中國作戰。陳納德的工作之所以得以完成，和宋子文找上羅斯福的個人助理勞克林·居禮、及羅斯福的心腹湯瑪斯·加德納·柯克倫運作有關，在成功的政治游說下，羅斯福立場“同情國民政府際遇”，並願意提供相當多的方便使國民政府維持戰爭力量。
1941年4月15日，中美達成一項秘密協議，並由羅斯福簽署行政命令，允許美國預備役軍人和陸軍航空隊，以及海軍和海軍陸戰隊組「退役人員」前往中國參加戰鬥，並同意中國利用美國《租借法案》貨款給中國資金來購買美國戰鬥機；7月10日，第一批美國戰鬥機駕駛員自願從美國舊金山啟程前往中國昆明參戰，8月1日陳納德在昆明設立美國志願航空隊總部:56-57。除了人力要素打開關鍵之外，租借法案通過納入國民政府成為援助對象後，物資也開啟了機會之門；宋子文等中國外交官員成功找到了一批為數100架的Hawk-81A2戰鬥機（P-40B），這批戰機是由英國訂購，但性能不符需求拒絕接收的型號。但对于戰力需求紧急之下的國民政府來說有新飛機遠比甚麼都沒有要好，因此接手了這批戰機。
陳納德在美國招募約一百名飛行員，當中40名來自陸軍航空隊、60名來自美国海军及美國海軍陸戰隊。其中多數為後備役軍官，也有少數為美國政府授意下自航空隊中自願退役轉往AVG服役之飛行員。不過這些飛官飛過戰鬥機的不到三分之一，大部分是從轟炸機單位招募而來；另外亦招募了約200名地勤人員。飛行員名義上為中國「中央飛機製造廠」僱員。1941年8月1日，美國志願航空隊成立，總部設在昆明，陳納德為美國志願航空隊司令:62。9月1日，美國志願隊大隊部設在雲南省壘允中央飛機廠內。中飛廠的首長是錢昌祚，他作為雇主和陳納德簽訂了合作協定。飛行員月薪600美元（1942年美國陸軍航空隊飛行員月薪最多347美元），小隊長月薪650美元，中隊長月薪700美元。另外擊落每架日機有500美元獎金。
1941年秋夏之間，志願航空隊的飛行員持民間護照陸續抵達緬甸东吁換裝訓練，飛機則由中央飛機製造廠員工在緬甸仰光港組裝後飛抵同古接機。陳納德被飛行員稱為「老頭子」（Old Man），陈纳德对早期苏联航空志愿队的战术印象深刻，苏联飞行员以当时伊16对日本96式及97式在速度和俯冲上的些许优势，采取一击即离的战术取得战果并保存实力，现P-40对日本零式（海航）及一式（陆航）同样有些许速度和俯冲优势，遂着重训练经验不足的飛行員學習以柯蒂斯-莱特公司P-40與日機作戰的技巧，包括以團隊作戰，高度優勢攻擊日機，並且避免日機進行水平面的迴轉纏鬥。在训练的同时，协助仰光的英国皇家空军与日本陆军航空队实践作战。志願航空隊面對的問題並不少。部份招募的飛行員作戰經驗不多，空中射擊技術不佳，亦有人借故離隊。原來計劃的志願航空隊分三個大隊，包括兩個戰鬥機大隊及一個轟炸機大隊。至日本偷襲珍珠港時只成立了一個戰鬥機大隊。志願航空隊最多时有約62架戰機及飛行員處於备戰狀態，下辖“亚当和夏娃”、“熊猫”、“地狱天使”三个戰鬥機中队，及少量侦察机。至1941年11月，飞虎队的组员陆续完训。
1941年10月，美國志願航空隊在緬甸同古機場完成艱苦訓練後，陳納德率第一和第二中隊秘密返回總部昆明:66。由於運輸困難，各項設備及戰機很遲才到達前線。在陳納德的指揮下，將能力較低和消极避战的飛行員轉至文職，並使其中一至兩個中隊在備戰狀態。第三中队“地狱天使”则留在仰光协助英军作战。12月8日日军偷袭珍珠港、对美宣战，志願航空隊随即正式参战。昆明防空指揮部的首長是陳一白，壘允的防空指揮部設立了20多部监听電臺就是陳一白將軍創建的，陳一白將軍負責指揮偵報日機情報。1941年英国在远东秘密布设了当时新锐的雷达站，中、日对敌方空军行动则主要靠布设监听站，日间以人眼、夜间以定向听音器完成，此间曾在日本留学工作，毕业于东京大学机电专业并于早稻田大学学习工作的池步洲，于七七事变后选择回国并于半年后加入中统，采用数学统计法一度破解了日军加密电码，与英国机密的基于1939年由波兰获得的对德军恩尼格玛密码机加密电码数学解密法异曲同工；此前驻缅甸的英军本因南京国民政府投敌因而对重庆国民政府也缺乏信任，在获得重庆国民政府破解的日军作战信息后信心大增，同意与重庆国民政府共享情报（但仍将雷达站严格保密，未告知情报来源），陳納德则負責迎擊來犯日機。1941年夏至1942年5月期間，美國志願隊的三個戰鬥機中隊多次和空襲的日軍作戰。1941年12月，于昆明来华首战后被稱為「飛虎隊」。陳一白获得英方偵報日機情報精确，經常取得勝果，令中國軍民士氣大增。
1942年7月3日，美国陆军部与中方下令解散“美国志愿航空队”（初版飞虎队），飞虎队并入“驻华航空特遣队”下属“美国陆军航空队第23大队”，陈纳德晋升“驻华航空特遣队”准将司令；原飞虎队飛行員解除名義上的「中央飛機製造廠」僱員回归美国陆航成员，同时解除了与国民政府的雇佣合同；大部分飞行员离去，5名飞行员和部分地勤技师留下归并美国陆军航空队第23大队；日军得知飞虎队解散的消息，遂将原駐紮在南洋的陸軍航空隊第3飞行师團调往中国，企图一举歼灭新组建的「美国驻华航空特遣队」。
1943年3月10日，美国陆军部又将「驻华航空特遣队」改编为“美国陆军第14航空队”，陈纳德进阶晋升为“美国陆军第14航空队”少将司令。

## 名稱由來

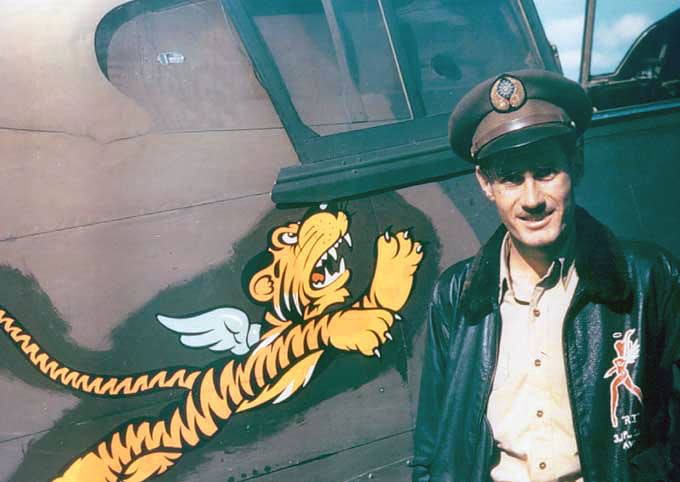
飞虎队王牌飞行员罗伯特·T·史密斯与他的P-40B座机在昆明合影。机上绘有迪士尼公司为飞虎队设计的队徽。

最初，中華民國空軍美籍志願大隊隊員中有人在雜誌上看到繪有鯊魚頭的澳洲P-40的照片，於是也在飛機頭部畫上鯊魚頭，用以嚇唬日本人，其仿自英国下属澳大利亚飞行队于二战前期的涂装，而德国空军在一战中率先采用鲨鱼嘴装饰战机，不过德国涂装没有绘制鲨鱼眼。1941年12月，航空隊在昆明上空第一次作战取得胜利。飛虎隊（Flying Tigers）正式名稱為中華民國空軍美籍志願大隊（American Volunteer Group，縮寫AVG），因為飛機頭部畫上鯊魚頭，而未见过鲨鱼之昆明市民称作「飞老虎」而得名。第二天昆明出版报纸記者用“空中飞老虎”来形容美國航空志愿队:69。航空队裏的中国翻译见到后，将其翻译为“Flying Tiger”这个名字告诉给陈纳德，队员们也觉得很好，于是将航空队命名为“飞虎队”。
後來，中華民國代表團向好莱坞的著名的迪士尼公司的艺术家们请求设计一个队标，华特·迪士尼亲自动手，根据“Flying Tigers”一名设计出“一只张着翅膀的老虎跃起扑向目标，老虎的尾巴高高竖起，与身体共同构成了象征胜利的V形”的图案。不过到后来，上面就渐渐不画鲨鱼头了。部份的戰機更有飛虎標誌的塗裝。
不過也有另外一種說法指出，早在志願隊成立以前，宋子文就已經在徵求AVG的標誌了；本來迪士尼方面是要選擇以龍作為主體，不過後來因為中華民國政府方面認為龍象徵帝王專制，因而才決定採用了老虎；不過所有的老虎圖案一直到1942年2月份以後，才開始被漆到AVG所使用的戰斧機身上（請參閱Dan Ford的Flying Tigers一書）。

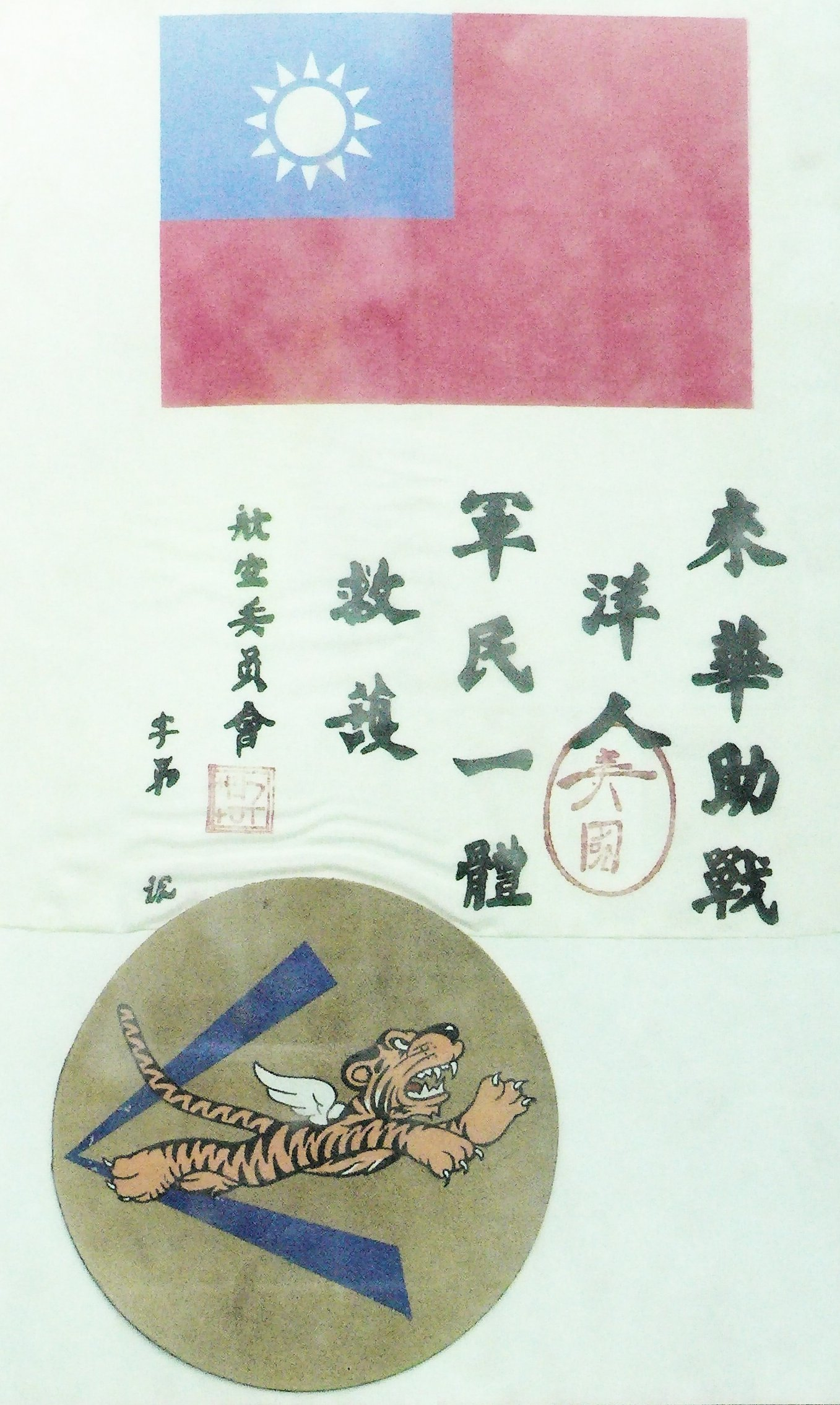
飛虎隊使用的血幅，左下角為飛虎隊的圖案

## 作戰
在1941年11月，飛虎隊的組員已經陸續完訓；12月8日日軍偷襲珍珠港、對美宣戰，點燃太平洋戰場的戰火。日本帝國陸軍隨即進駐泰國的機場，鞏固佔領東南亞的路徑；飛虎隊在開戰後讓第一、第二中隊移防昆明守衛滇緬公路的交通動線不致受損。1941年12月20日上午9時45分，中國第五路軍司令王叔銘向陳納德通報空襲預警網報告：「10架日本轟炸機於9點30分從越南上空進入雲南。」:66中國空軍前敵總司令部電訊監察臺偵測到日本82中隊10架九九式雙發輕轟炸機在毫無護衛下飛昆明，監察臺總臺長陳一白將軍急告陳納德所有戰機都升空迎擊。在日軍轟炸機機群到達昆明前，美國志願航空隊24架P-40戰鬥機已升空:68。日軍轟炸機調轉機頭返回邊境:68。飛虎隊號稱擊落5架，不過日本戰報確認損失的只有第二編隊的3架轟炸機，其它飛機中陣亡2名機組員。美國航空志願隊僅有德·雷克托因為追趕日機耗盡燃料迫降在昆明東面一塊稻田裡受輕傷:68。這次空戰勝利讓接下來整年西南地區再也沒有受到越南攻擊的轟炸機隊威脅。
1941年12月23日，「飛虎隊」第三中隊與日軍在緬甸仰光展開空戰:79。同日中午，日軍54架三菱雙引擎轟炸機群在20架戰鬥機護航下，轟炸仰光；第三中隊15架P-40戰鬥機分成2個分隊，分別向日軍轟炸機群攻擊，共擊落25架日本飛機；「飛虎隊」損失2名飛行員和3架飛機:79。12月25日，在32架戰鬥機護航下日本空軍出動60餘架轟炸機轟炸仰光，飛虎隊12架P-40戰鬥機和英國皇家空軍16架布魯斯野牛式戰鬥機起飛迎戰，空戰持續1個半小時，日本空軍被擊落約26架飛機；「飛虎隊」損失2架戰機，英國皇家空軍損失6名飛行員和9架戰鬥機:80。在緬甸仰光僅10個月，「飛虎隊」第三中隊在緬甸投入約20架P-40戰鬥機，面對日軍為攻佔緬甸投入約1,000餘架飛機，先後與日軍展開空戰31次，共擊落日軍飛機217架；「飛虎隊」損失5名飛行員和14架P-40戰鬥機:80-81。1942年2月4日，日軍偷襲「飛虎隊」在緬甸東吁基地，炸毁「飛虎隊」3架P-40戰鬥機；2月25日，日軍出動200架飛機支援地面進攻，「飛虎隊」僅有8架戰機起飛，擊落日機24架；2月26日，「飛虎隊」僅有6架戰機起飛，擊落日機18架；2月底，「飛虎隊」6架戰機撤往馬圭:831942年3月21日中午，日軍27架轟炸機群在20架零式戰鬥機護航下，襲擊馬圭機場，「飛虎隊」10名隊員受重傷和1架P-40戰鬥機被擊中；第二天上午再次襲擊馬圭機場，「飛虎隊」3架P-40戰鬥機和英國皇家空軍4架旋風式戰鬥機輾轉飛往中緬邊境中國垒允空軍基地:83。3月23日，「飛虎隊」第一中隊奇襲清邁(Chiang Mai)機場，擊中20架日本飛機，10架被摧毀（駐機中加藤隼第64隼戦隊中3機被擊破）；第二中隊在南邦機場撲空後，沿着清邁－南邦公路擊毀日軍一個軍營、一個卡車隊:85。1942年3月30日日本加藤隼64戰队在缅甸展開報復，飛虎隊自行放火燒燬22架P-40，向昆明撤退，「飛虎隊」在撤離緬甸時銷毀了維修中來不及運回的22架P-40。
由於飛虎隊於1941年12月20日的空戰中創下了自從零式艦上戰鬥機肆虐中國戰場以來的首次空戰勝利，隨後在緬甸戰場上盟軍失利時又算是一支創下較多擊落日機戰果並且體面撤出緬甸的盟國空軍單位，因而在太平洋戰爭初期受到美國與中國的大力宣傳，官方宣傳中聲稱有299架日軍飛機與1000名的日本飛行員在與AVG交手時遭到擊落或在地面上被擊毀，因此創造了18位王牌飛行員。許多人至今認為當年在中國與緬甸上空與志願隊作戰的為日本海軍的三菱零式艦上戰鬥機，但事實上那大多是志願隊飛行員將與零戰外型極為相似的陸軍中島一式戰鬥機誤認為零式機的緣故。日本海軍航空隊駐華的作戰機單位於1941年8月到12月之間陸續解編調回航空母艦與日本其它陸上基地以支援太平洋戰場，直至1942年6月中途岛海战惨败後，因失去主力航母和随后彻底中止了航母突擊任務，才有若干海航零战机1943年返回中國戰場，駐防於廣東，上海以及海南島等沿海基地。飛虎隊早在零戰机回到中國之前，於1942年7月4日正式解散，除少數飛行員繼續留在中國外，大部分的飛行員選擇回到美國。
由於日本方面許多資料在戰爭結束前隨部隊調動而佚失，或是在戰爭結束前遭到銷毀，必須依靠許多回憶錄或者是間接的資料去重現空戰成果。根據當時日本陸軍航空隊在緬甸戰場上的部署以及日方的戰損資料來觀察，飛虎隊所取得的戰果不會超過115架以及400多名日本陸航的空地勤人員，當中包括在地面擊毀的敵機。直到1942年7月3日奉命解散，飛虎隊在中國、緬甸、印度支那作戰7個多月，共擊落約150架日機，摧毁297架日機。飛虎隊到解散前共接收過129架P-40，損失了78架的P-40C與2架P-40E。損失原因包括因各種事故損失23架、自行銷毀22架、空襲損失13架、空戰遭到擊落12架、遭高射炮擊落10架。另外90名的飛行員中有21名飛行員戰死、被俘及失蹤，另有3名於訓練過程中陣亡。

## 组成

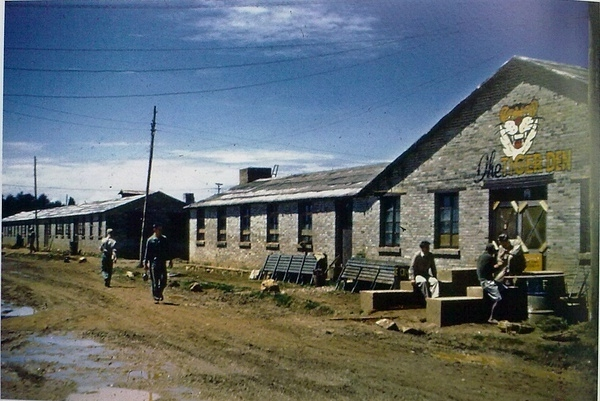
飞虎队总部“虎穴”外景

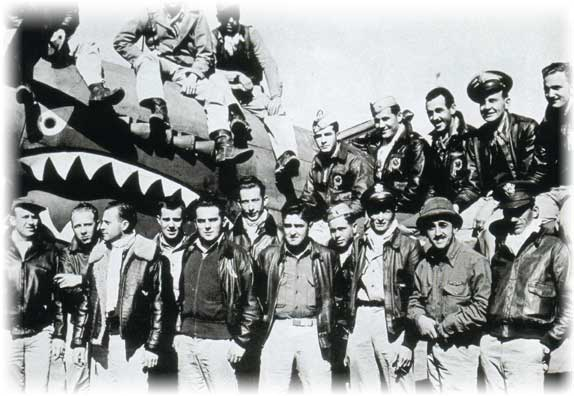
美籍志願大隊飛行員與P-40戰鬥機合影

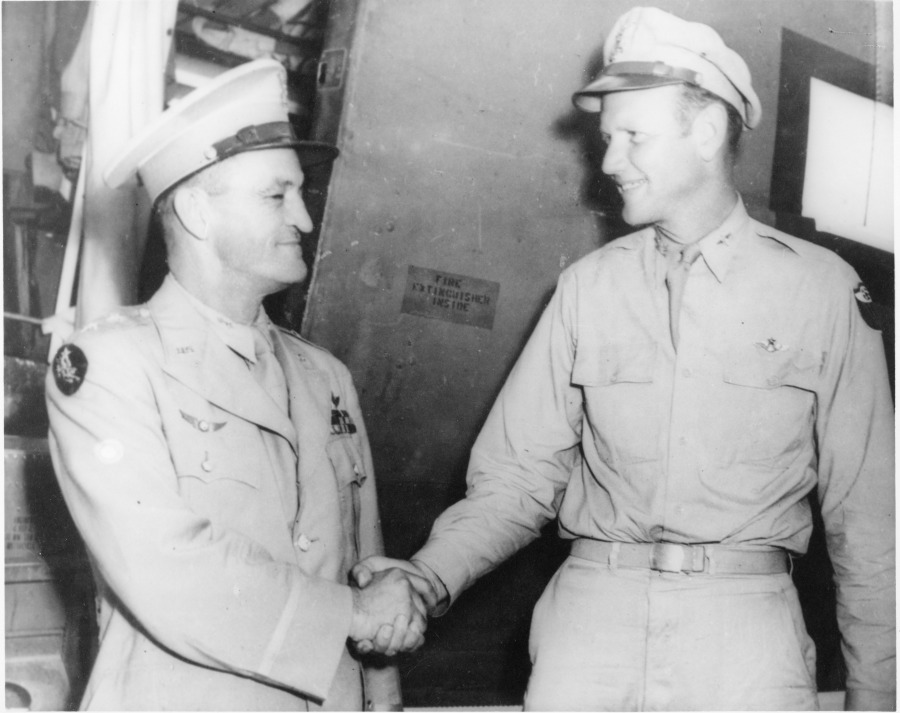
陳納德（圖左）與德州佬希爾（圖右）

美國志願航隊下轄3個中隊，第一中隊是「亞當和夏娃」（Adam & Eves）；第二中隊是「熊貓」（Panda Bears）；第三中隊是「地獄天使」（Hell's Angel），配備P-40型戰鬥機:57。1941年12月美國正式參戰時，飛虎隊有82名飛行員及79架飛機，但並非全部在作戰狀態。當中一、二兩個中隊駐紮在雲南昆明，第三中隊在緬甸仰光附近，擔任保護直接通往中國的最後一個海運和公路運輸線的安全。
所謂的飛虎隊一般而言所指的就是美籍志願大隊，這個名稱狹義上並不包含之前的第14國際志願大隊以及之後的駐華空軍特遣隊或14航空隊，與後來同樣獲得飛虎隊徽稱呼的中華民國空軍第5大隊也沒有直接的關聯，然而如今許多兩岸的新聞媒體乃至大部分的民眾依然一律以“飛虎隊”稱呼所有抗戰期間駐華的美軍作戰單位甚至連非陳納德所指揮，空袭东京後降落於中國浙江的杜立德機組人員以及裝備B-29超級空中堡壘駐防於成都的第20轟炸機指揮部都以“飛虎隊”稱呼，形成一些誤解。
在美國參戰後，陳納德獲恢復美國陸軍現役上校，之後升為准將及中將，擔任第十四航空隊司令。1942年7月4日，志願援華航空隊由第十航空隊之下的第23戰鬥機大隊取代。但原來的志願空軍中只有五名飛行員接受任命轉往新的單位，多數人轉為擔任運輸機師，或加入軍隊到其他地方作戰。原來的志願空軍解散後，第23戰鬥機大隊成立，儘管大多數飛行員認為自己繼承了「飛虎隊」的精神，且也有部分志願隊的人員繼續在華作戰，不過正統的AVG成員大多並不承認1942年7月以後還有所謂的「飛虎隊」存在。

### 人員
飛虎隊有82名飛行員。
- 飛行員：約翰·理查德·羅西
- 飛行員：查爾斯·龐德
- 飛行員：羅伯特·尼爾
- 飛行員：羅伯特·桑德爾
- 飛行員：法蘭克·史基爾
- 飛行員：約翰·牛柯克
- 飛行員：大衛·李·希爾
- 飛行員：格列格理·波英頓
- 飛行員：埃里克森·雪林
- 飛行員：詹姆士·霍華德
- 飛行員：查爾斯·歐德爾
- 飛行員：威廉·瑞德
- 飛行員：羅伯特·T·史密斯
- 飛行員：阿維德·奧爾森
- 飛行員：羅伯特·H·尼爾
- 陳納德駕駛：約翰·亨尼賽
- 飛行員：帕克·杜卜伊
- 飛行員：艾爾伯特·波布斯特
- 飛行員：愛德華·瑞克特
- 飛行員：艾德溫·柯南﹝約翰·派瑞﹞
- 飛行員：羅伯特·萊爾
- 飛行員：保羅·格林
- 飛行員：約瑟夫·羅斯伯
- 飛行員：艾爾伯特·巴勒姆
- 飛行員：路易斯·哈佛曼
- 飛行員：亨利·吉爾伯特
- 飛行員：羅伯特·尤金

## 后续
1992年，美國政府宣佈承認於志願航空隊服務等同於在美軍服役，飛虎隊的老兵亦可得到退役軍人待遇，並於1996年獲頒發獎章。飛虎隊則獲頒「美國總統勳獎部隊」。根據當年部分美籍飛行員的著作所述，他們確係奉命退伍，以便以平民身份加入飛虎隊。
爲了爭取飛虎隊的名稱，以志願隊老兵組成的飛虎協會還有第14航空隊老兵組成的14航空隊協會甚至在法庭上有過爭辯，最後的結果是導致兩個協會從此各辦各的紀念年會（雖然部分先參與志願隊，後參與14航空隊的飛虎協會老兵仍會參加14航空隊的紀念活動），形同分裂；此外，台灣方面的空軍人士也經常將401聯隊的前身5大隊視為飛虎隊，儘管第5大隊曾經被編入中美空軍混合團由陳納德指揮參與對日作戰，然而事實上5大隊是於1943年編入中美空軍混合團的，當時志願隊早已解散兩年，因而與飛虎隊並沒有直接關係，但是由於中國人習慣將所有美軍駐華單位稱為飛虎隊，而5大隊的美籍老兵對此也並不採取直接否定的態度，因而每當台灣方面派人參加5大隊年會時，就習慣將5大隊稱為飛虎隊了。
由於飛虎隊曾經協助中華民國空軍抗戰，陳納德並於日軍投降抗戰勝利前數天離開中國，並在離開中國前，被授予中華民國青天白日勳章，於在美退役後，1949年後仍然赴台協助國民政府組織民航局，並擔任中華民國交通部民用航空局直轄空運隊並隨後改組為控股公司的董事長，公司則位於現今的台北松山機場，隨後返回美國後又是台灣在美國的有力支持者，因而長期以來是台灣與美國維繫邦交的一段歷史象徵，而在中國大陸則因為陳納德的反共態度而對飛虎隊採取全盤否定的地步。這一切直到1990年代之後起了微妙的變化，那就是台灣逐漸走向本土化之後，綠營人士於取得政權後為了否定與中國之間的相關聯繫，刻意逐漸的淡化所有國民黨於中國執政時期抗日戰爭與其他的相關歷史，民進黨籍的台北市長陳水扁甚至在1997年1月將1950年代即陳列於台北新公園（後稱二二八和平紀念公園）的陳納德銅像移出，因為二二八公園的成立當時只考慮到一部份的需求，在缺乏考量下，並未考慮到陳納德將軍為美支援人士，且於二戰期間對抗日軍侵略整個東亞地區的防衛作出的重大貢獻，也同為美國民眾後續對於戰役精神支柱的關鍵人物，造成飛虎協會的老兵們極大的不滿，飛虎協會因而紛紛開始與過去勢不兩立的中共接觸，從而導致現在飛虎協會的成員選擇前往大陸參加相關的紀念活動。隨後陳水扁卸任後，並由田在勱將軍在下一屆的台北市長馬英九的支持及陳納德遺孀陳香梅女士的同意下，將被移至台北新生公園的陳納德銅像迎接到花蓮基地安置，並於花蓮基地成立「飛虎紀念館」，該紀念館成立時，陳香梅女士並與來自美國的廿多名昔日飛虎隊飛行員及眷屬與會參加揭幕。
關於陳納德將軍銅像，因為新公園更名為二二八和平紀念公園後，公園紀念對象與銅像有所不符，台北市政府工務局公園路燈管理處發文，將陳納德將軍雕像移至位於新生公園航空軌道下，2005年7月,時任空軍第401聯隊聯隊長田在勱少將,有鑒於該聯隊的前身為隸屬於陳納德將軍麾下的第十四航空軍中美混合聯隊第五戰鬥機大隊,且基於陳納德將軍對中華民國的貢獻良多,隨行文致函台北市市長馬英九先生及陳香梅女士的同意後,於2005年8月12日完成遷移至花蓮基地安置放至於「飛虎紀念館」館內收藏,並由陳香梅女士親自揭像。
讲到飞虎队，人们往往只关注了陈纳德，常常忽略了对这段史实作出20年执着努力的美国人杰夫-格林（Jeefrey B. Greene）。，他是目前掌握但未完全公开的飞虎队相关系统全面记录史料的人。他有可能选择适当时机把他搜集整理编撰的文化产品奉献给大家。
还有一条消息，为纪念抗日战争暨二战胜利70周年，美国飞虎队协会于2014年9.25-9.28日组织“飞虎老兵重聚暨二战合作论坛”。美国方面安排了二战时飞虎队的战斗机P-40五架、P-51一架，飞虎队轰炸机B-25一架，驼峰航线运输机C-47一架，在现场作航空飞行表演。本次活动将是大多90高龄的飞虎老兵的最后一次有规模的告别聚会，具有特别纪念珍藏意义。其间，杰夫· 格林先生提议并由他编写提纲，经他指定著名摄影师兰道尔执机，在当时条件并不宽裕情况下，本人出资完成了这次规模聚会现场的全程拍摄录影。今天2015年3月23日得知，据美中航空历史遗产基金会杰夫格林主席消息：二战时期驻昆明的美军14航空队 B--25轰炸机飞行员杰克· 伦德· 斯科菲尔德（Jack lund Schofield）追悼会于美国时间2015年3月20日下午1点在以他名字命名的杰克· 伦德· 斯科菲尔德中学举行，杰克· 伦德· 斯科菲尔德生于1923年4月 25日，于2015年3月13日去世，享年92岁。杰克· 伦德· 斯科菲尔德于1945年2月22日到达昆明开始作战，之前他在国内作为教官训练飞行员；在中国，他服役的22轰炸机中队当时驻扎在昆明附近的羊街机场。
2022年12月22日飛虎隊最後一位華人飛虎隊員陳炳靖，周四（22日）疑感染新冠肺炎在香港病逝，享壽105歲，是當年24名華籍飛虎隊員中，最後離世的一人。

## 纪念

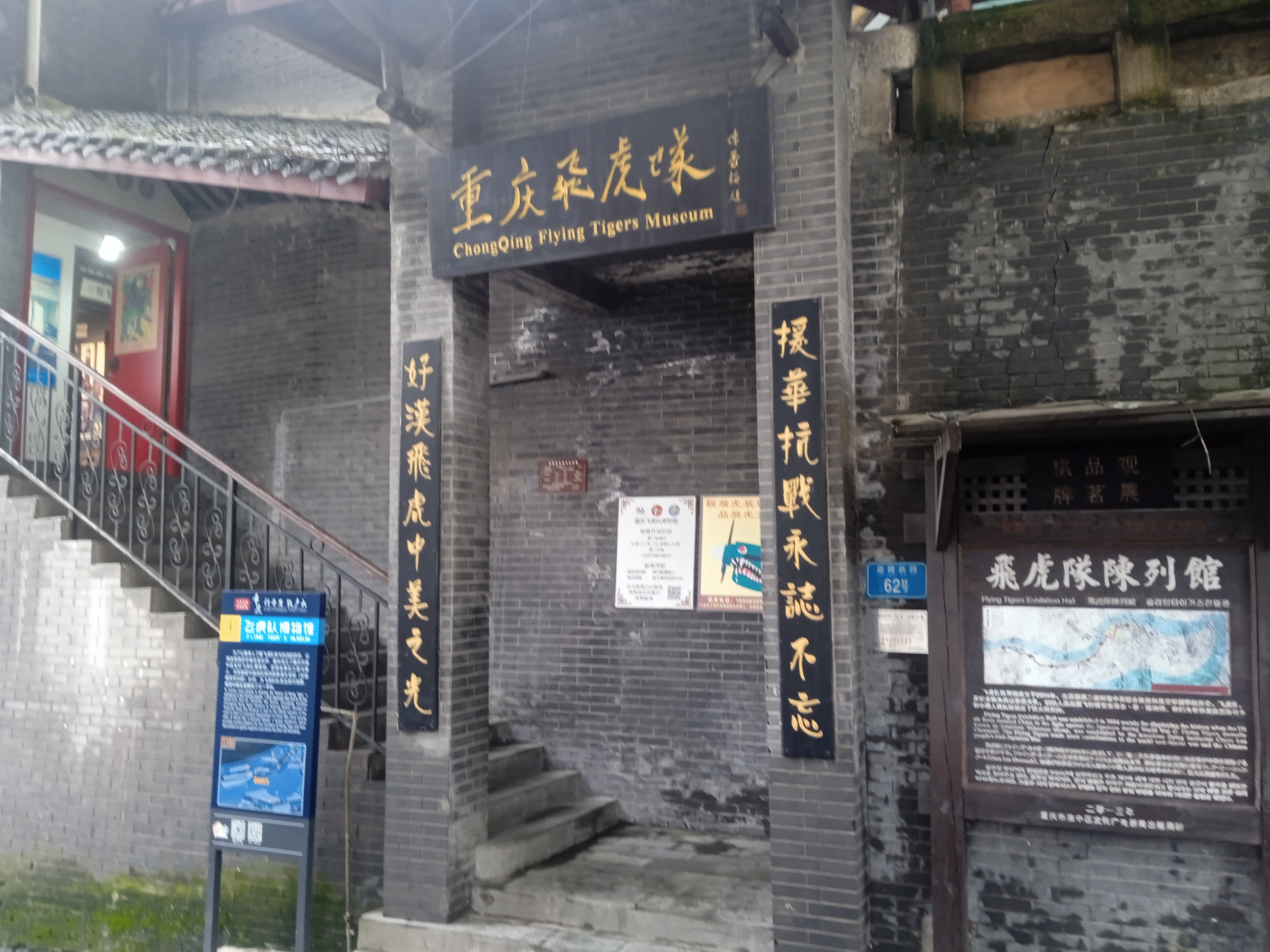
重庆的飞虎队纪念馆

為了紀念二戰70週年，台灣公共電視推出中美飛虎隊聯手抗日紀錄片，於2014年12月23日至12月26日一連四天晚間10點播出《飛虎傳奇》。
2012年昆明巫家坝国际机场关闭后，昆明市决定在巫家坝机场旧址修建飞虎大道，这条为纪念飞虎队而命名的道路分两段施工，南段2015年通车，北段2018年开工。
飞虎队在柳州帽合机场的遗址列为第七批全国重点文物保护单位，但保护状态不佳。

## 轶事
- 陈纳德当年还带来数百只信鸽协助作战。今天，这些信鸽的后代仍在中国成都军区的一支部队服役[9]。

- P40战机是寇蒂斯-莱特公司生产的。寇蒂斯莱特公司当时是美国最大的飞机制造商，美国第二大机器制造商，位于布法罗，战后转产飞机配件迁离布法罗。1942年9月11日，寇蒂斯-莱特公司布法罗飞机厂发生试飞坠机事故导致14名员工死亡34名员工受伤，留有纪念碑。

- 寇蒂斯-莱特公司同时生产C46客机兼货机，是驼峰航线的主力，广义的飞虎队也包括驼峰航队。

- 飞虎队的飞机和薪酬归益于美国洪门致公党司徒美堂领导的抗日筹款。